# Campylopodium phascoides
Campylopodium phascoides är en bladmossart som beskrevs av Jean Édouard Gabriel Narcisse Paris 1894. Campylopodium phascoides ingår i släktet Campylopodium och familjen Dicranaceae. Inga underarter finns listade i Catalogue of Life.